# Madge Kennedy
Madge Kennedy (19 de abril de 1891 – 9 de junio de 1987) fue una actriz teatral y cinematográfica de nacionalidad estadounidense, conocida por su trayectoria en la época del cine mudo. 

## Biografía
Nacida en Chicago, Illinois, Kennedy se trasladó a la ciudad de Nueva York con su madre y con la intención de dedicarse a la pintura. Así, fue admitida en la Art Student's League, viendo Luis Mora sus trabajos y recomendándole que fuera a Siasconset (Nantucket (Massachusetts)) a pasar un verano.

## Teatro
La colonia Siasconset se dividía entre actores y artistas, y los pintores a menudo hacían actuaciones teatrales. Kennedy actuó en una obra e impresionó a un profesional, Harry Woodruff, que le ofreció trabajar en la pieza The Genius. Al poco tiempo ella se encontraba en Cleveland (Ohio), donde Robert McLaughlin le dio trabajo en su compañía de repertorio. 
Kennedy debutó como actriz teatral en el circuito de Broadway con el show Little Miss Brown, una farsa en tres actos presentada en el Teatro Street de la calle 48 en agosto de 1912. La crítica fue favorable al trabajo de Kennedy.
Tras hacer cine durante tres años, volvió al teatro neoyorquino en noviembre de 1920. Kennedy actuó en Cornered, producción representada en el Teatro Astor. Producida por Henry Savage, la pieza se basaba en una obra escrita por Dodson Mitchell, y en la misma Kennedy hacía un papel doble. Más adelante actuó en la comedia Beware of Widows, producida por el Teatro Maxine Elliott en diciembre de 1925, cosechando de nuevo Kennedy buenas críticas.
En sus últimos años Kennedy volvió a Broadway, actuando en agosto de 1965 con Ruth Gordon en A Very Rich Woman, su primera actuación teatral en 33 años.

## Cine

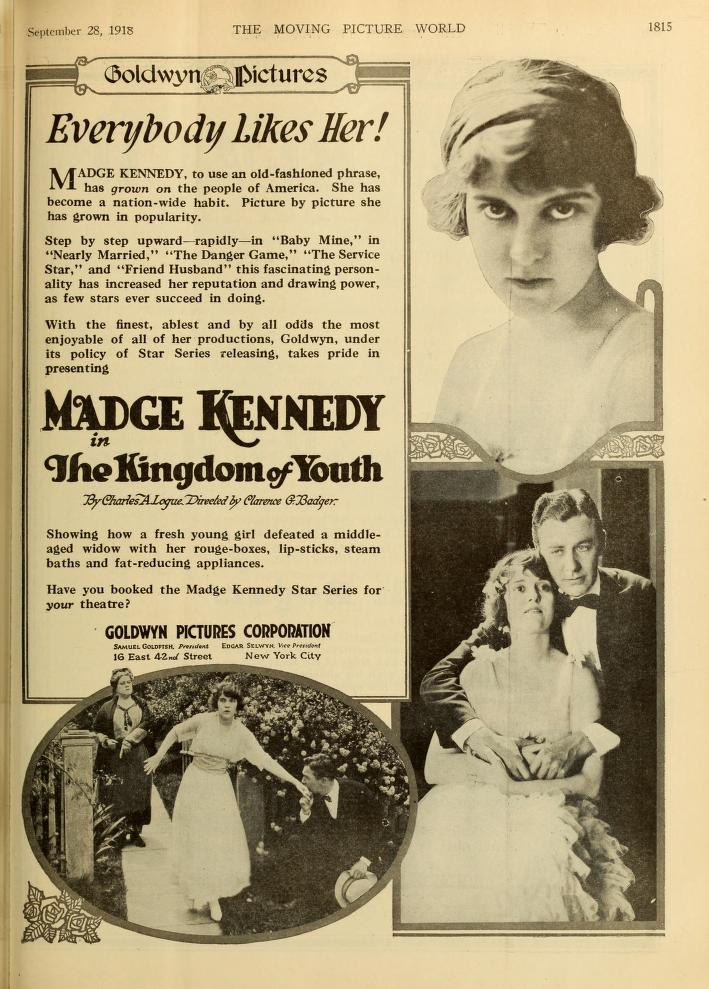
The Kingdom of Youth (1918)

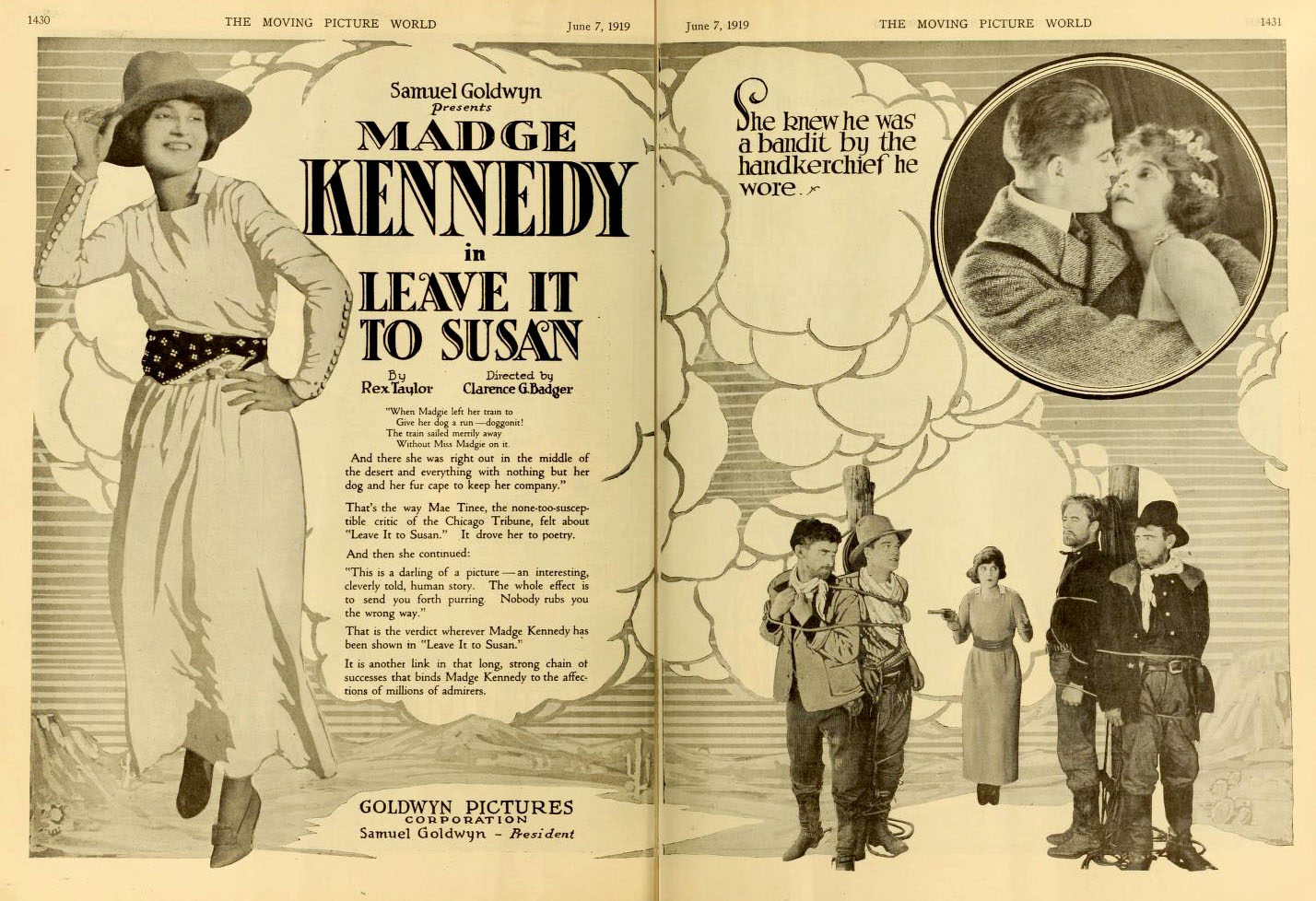
En Leave it to Susan (1919).

Tras Broadway, Sam Goldwyn, de Goldwyn Pictures, firmó un gran contrato cinematográfico con Kennedy. Seguidamente Kennedy trabajó en películas como Baby Mine (1917), Our Little Wife (1918) y Dollars and Sense (1920).
En 1918 se estrenó Our Little Wife, con Kennedy en el papel de Dodo Warren, y con guion adaptado de una comedia de Avery Hopwood. A Perfect Lady (1918) se estrenó en diciembre, y se basó en una obra teatral de Channing Pollock y Rennold Wolf, y en la misma Kennedy actuó junto a James Montgomery. En 1923 ella protagonizó The Purple Highway, con guion adaptación de la obra teatral Dear Me, escrita por Luther Reed y Hale Hamilton. En el elenco figuraban Monte Blue y Emily Fitzroy.
La década de 1920 fue también un período productivo para Kennedy. Tras The Purple Highway tuvo destacados papeles en Three Miles Out (1924), Scandal Sheet (1925), Bad Company (1925), Lying Wives (1925), Oh, Baby! (1926), y Walls Tell Tales (1928).
Ella dejó la gran pantalla hasta que en 1952 retomó su trayectoria cinematográfica actuando en Chica para matrimonio, a la que siguió Main Street to Broadway (1953). A finales de la década de 1950 combinó el trabajo televisivo con la actuación en películas como The Catered Affair (1956), El loco del pelo rojo (1956), Houseboat (1958), A Nice Little Bank That Should Be Robbed (1958), Plunderers of Painted Flats (1959), y North by Northwest (1959). También tuvo un papel sin créditos, el de una secretaria, en el film de Marilyn Monroe Let's Make Love (1960). 
Su carrera en el cine se prolongó hasta la década de 1970, durante la cual tuvo papeles en They Shoot Horses, Don't They? (1969), The Banker (1970), The Day of the Locust (1975) y Marathon Man (1976).

## Radio y televisión
Como invitada de la serie radiofónica Pepper Young's Family (1934), en NBC Radio, Kennedy trabajó junto a Burgess Meredith, que tenía el papel titular. 
Kennedy fue prolífica en la televisión, empezando con una actuación en un episodio de Schlitz Playhouse of Stars (1954). Otras de sus actuaciones tuvieron lugar en Studio 57 (1954), General Electric Theater (1954), Science Fiction Theater (1955), The Best of the Post (1961), Alfred Hitchcock Presents (1956–1961), The Alfred Hitchcock Hour (1962), Leave It to Beaver (1957–1963), The Twilight Zone (1963), y CBS Playhouse (1967).

## Vida personal
Kennedy solicitó liberarse de su contrato con Sam Goldwyn, decidiendo volver al teatro en 1921 para poder estar cerca de su marido, el agente de bolsa Harold Bolster, en la ciudad de Nueva York. Bolster falleció el 3 de agosto de 1927 a causa de una enfermedad que contrajo durante un viaje de negocios a Suramérica. Bolster era miembro de la firma bancaria neoyorquina Bennett, Bolster & Coghill, tenía 38 años de edad y era veterano de la Primera Guerra Mundial. Con su muerte, Kennedy heredó más de 500.000 dólares.
Posteriormente, el 13 de agosto de 1934, Kennedy se casó con William B. Hanley Jr. en Kingman (Arizona). Hanley era actor y presentador radiofónico. La pareja residió en Los Ángeles, California. Kennedy se retiró temporalmente tras su matrimonio, aunque retomó su actividad artística. 
Kennedy era aficionada a las actividades al aire libre como el golf, la equitación y el automovilismo. Era propietaria de un automóvil Willys-Knight Great Six que conducía en 1929 cuando representaba en gira la obra Lulu. 
Madge Kennedy falleció en Woodland Hills (Los Ángeles), California en 1987 a causa de un fallo respiratorio. Sus restos fueron incinerados, y las cenizas entregadas a sus allegados. 
A Madge Kennedy se le concedió una estrella en el Paseo de la Fama de Hollywood, en el 1600 de Vine Street, por su trabajo para el cine..